# Svastra atripes
Svastra atripes là một loài Hymenoptera trong họ Apidae. Loài này được Cresson mô tả khoa học năm 1872.

## Hình ảnh

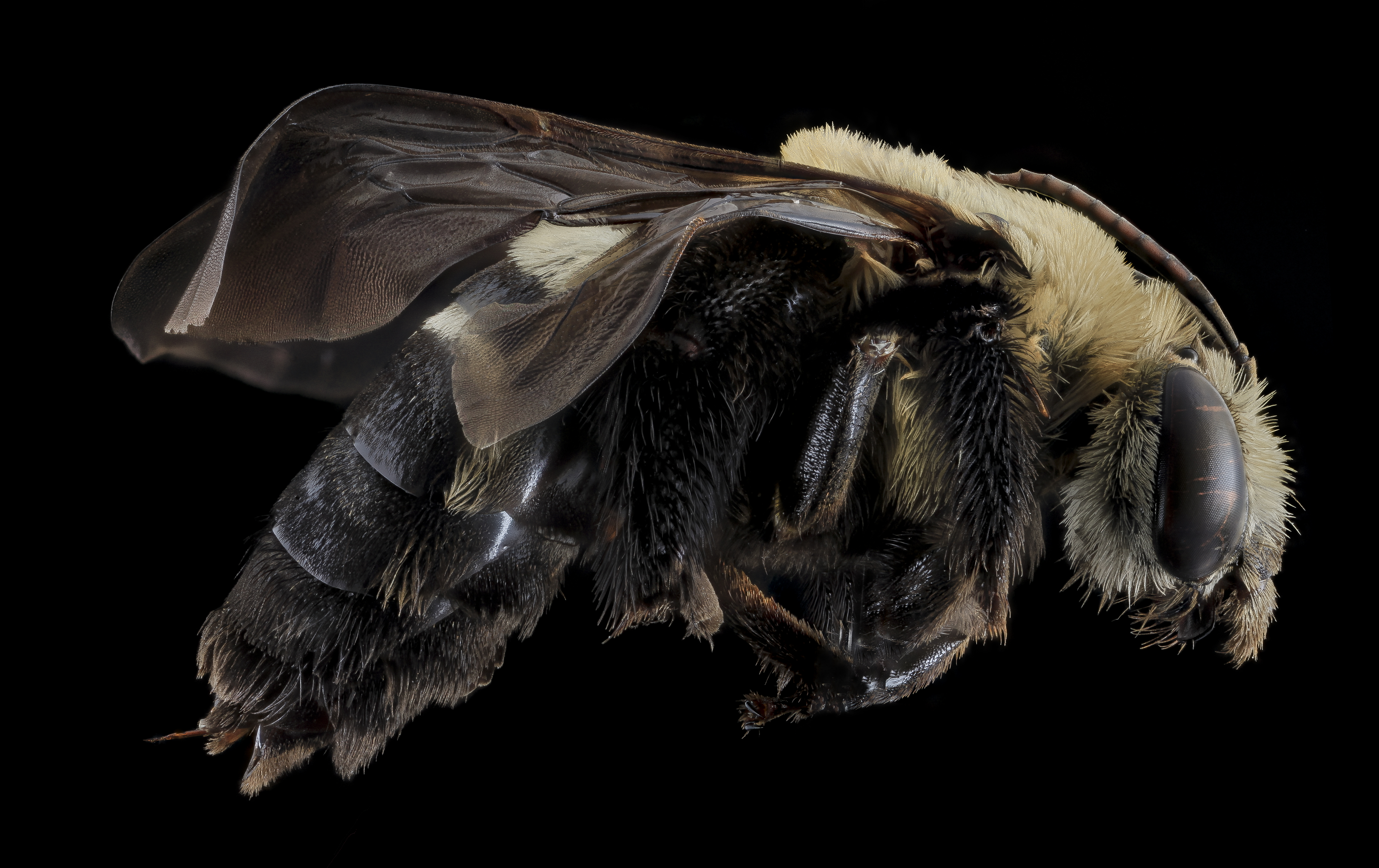